# Jimmy Howard
James Russell "Jimmy" Howard III (Syracuse, 26 marzo 1984) è un ex hockeista su ghiaccio statunitense, che giocava nel ruolo di portiere.

## Carriera
Dalla stagione 2005-2006 al 2020 ha giocato nella National Hockey League con la squadra dei Detroit Red Wings. Il contratto non gli venne rinnovato dopo una stagione con scarsi risultati, e - nonostante la sua volontà di trovare una nuova squadra - rimase svincolato. Ha annunciato il proprio ritiro nel gennaio del 2021.
Con la nazionale statunitense ha preso parte a due edizioni del campionato mondiale di hockey su ghiaccio (2012 e 2017) e ad una edizione dei giochi olimpici invernali (Soči 2014, sebbene senza scendere mai sul ghiaccio).

## Palmarès

### Giovanili
- Campionato del mondo Under-18

: 2002